# ادبیات جفنگ

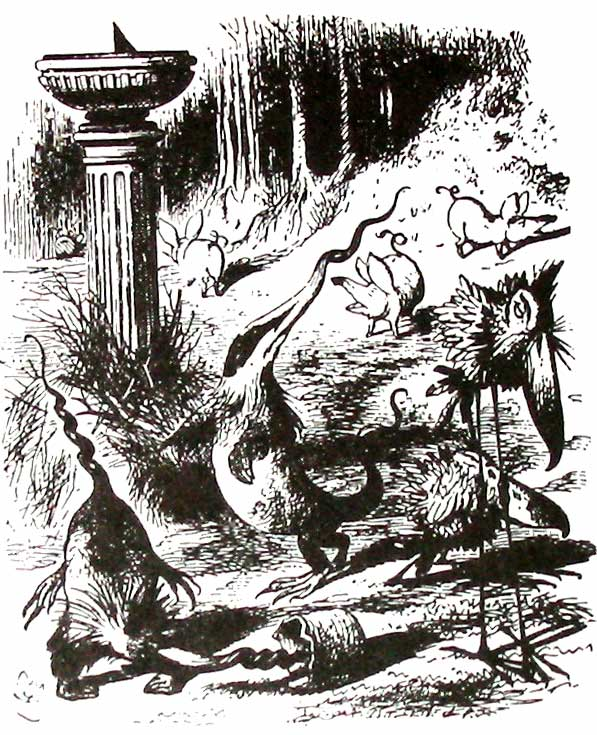
تصویر موجودات جفنگ در کتاب جابرووکی اثر لوئیس کارول

ادبیات جفنگ‌ (به انگلیسی: Nonsense literature) یا جفنگ ادبی، یک دسته‌بندی از ادبیات است که در آن عناصری که معنادار هستند با برخی دیگر که معنی ندارند، برای براندازی قراردادهای زبانی یا استدلال منطقی، در کنار هم قرار می‌گیرند. شناخته‌شده‌ترین شکل ادبیات جفنگ، اشعار جفنگ است، اما این ژانر در بسیاری از اشکال ادبی دیگر نیز وجود دارد.
تأثیر بیهودگی، اغلب ناشی از زیاده‌روی در معناست، نه فقدان آن. طنز در بیهودگی از ماهیت مهمل و جفنگ آن ناشی می‌شود تا شوخ بودن آن.

## تاریخچه
جفنگیات و مهملات ادبی که از قرن نوزدهم به رسمیت شناخته شده است، از ترکیب دو منبع هنری سرچشمه می‌گیرد. منبع اول و قدیمی‌تر، سنت‌های عامیانه شفاهی است؛ از جمله بازی‌ها، آهنگ‌ها، نمایش‌ها و سرودها، مانند سرود کودکانه هی دیدل دید. شخصیت ادبی مامان غازی نشان‌دهنده تجسم رایج این سبک از نوشتن است.
منبع دوم و جدیدتر ادبیات جفنگ در پوچی‌های فکری شاعران دربار، علما و روشن‌فکران از انواع مختلف است. این نویسندگان اغلب اشکال مهمل پیچیده‌ای از تقلیدهای لاتین، طنزهای مذهبی و سیاسی خلق می‌کنند، اگرچه این متون به‌دلیل تأثیرات مزخرف اغراق‌آمیزشان از طنز و هجو ناب‌تر متمایز می‌شوند.
ادبیات جفنگ امروز از ترکیب هر دو منبع سرچشمه می‌گیرد. ادوارد لیر این ادبیات را در بسیاری از اصطلاحات خود (که با کتاب مزخرف، ۱۸۴۶ شروع شد) و متون معروف دیگری مانند جغد و پیشی، دونگ با دماغ درخشان توسعه و رواج داد. لوئیس کارول این روند را ادامه داد و با ماجراهای آلیس در سرزمین عجایب (۱۸۶۵) و آن‌سوی آینه (۱۸۷۱) ادبیات جفنگ را به یک پدیده جهانی تبدیل کرد. شعر کارول با نام «جابرواکی» که در کتاب دوم او آمده است، ادبیات جفنگ در نظر گرفته می‌شود.

## تشخیص
جملات، شعرهای سبک، فانتزی، و جوک‌ها و معماها گاهی با جفنگیات ادبی اشتباه گرفته می‌شوند و این سردرگمی گاهی وقت‌ها در این اشکال و ژانرها (و بسیاری دیگر) بیشتر است

## مخاطب
درحالی‌که بیشتر جفنگیات معاصر برای کودکان نوشته شده است، این فرم پیش از قرن نوزدهم سابقه زیادی در پیکربندی ادبیات بزرگ‌سالان دارد. چهره‌هایی مانند جان هاسکینز، هنری پیچم، جان سندفورد و جان تیلور در اوایل قرن هفدهم زندگی می‌کردند و در زمان خود از نویسندگان ادبیات جفنگ یاد می‌شدند. جفنگ عنصر مهمی در آثار برایان اونولان و اوژن یونسکو بود. جفنگیات ادبی، برخلاف اشکال عامیانه مزخرفات که همیشه در تاریخ مکتوب وجود داشته است، اولین بار در اوایل قرن نوزدهم برای کودکان نوشته شد و توسط ادوارد لیر و سپس توسط لوئیس کارول محبوبیت یافت. امروزه جفنگیات ادبی مخاطبان مشترک بزرگسالان و کودکان را داراست.